# Isolationnisme aux États-Unis

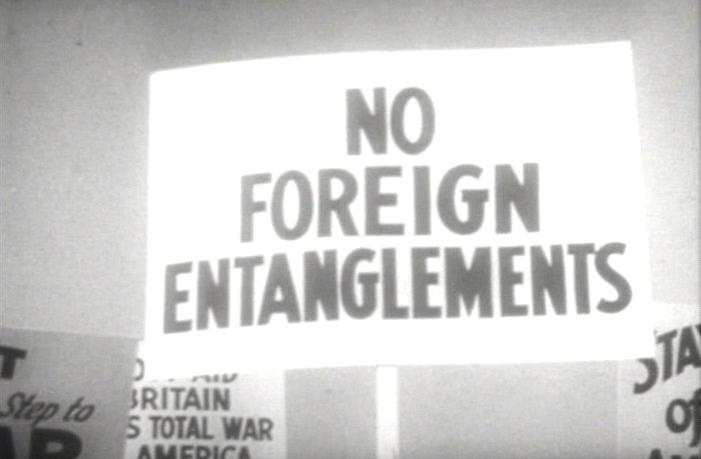
« Pas d'engagements à l'étranger ». Slogan dans une manifestation anti-guerre antérieure à l'attaque de Pearl Harbor, tel que représenté entre 1942 et 1945 dans la série de films de propagande Pourquoi nous combattons (Why We Fight), destinée à retourner l'opinion publique sur ce sujet.

L'isolationnisme est une tendance de la politique étrangère des États-Unis de non-interventionnisme ou pour une intervention minimale dans les affaires du monde. Il a longtemps été l'un des fondements de la politique étrangère des États-Unis, érigé en doctrine par le président James Monroe en 1823. Il a été historiquement défendu par les deux franges de l’échiquier politique américain, mais il a été mis à mal aux XXe et XXIe siècles.

## Histoire

### George Washington: partisan de l'isolationnisme
À l’origine historique de l’isolationnisme américain était la volontéde maintenir une politique consensuelle vis-à-vis des anciennes puissances colonisatrices (surtout le Royaume-Uni et la France). En effet, le président George Washington (premier président des États-Unis), lors de son second mandat, devait faire face à deux courants. Le premier courant, défendu par le secrétaire au Trésor, Alexander Hamilton, voulait un rapprochement avec le Royaume-Uni au détriment de la France. Le second courant, mené par Thomas Jefferson, qui était sympathique à la France, s'opposait à toute concession à l'ancienne métropole, le Royaume-Uni. 
Un extrait du « message d’adieu » de Washington, écrit par Hamilton, explique le principe : « La grande règle vis-à-vis des nations étrangères est, en étendant nos relations commerciales, de n'avoir avec elles qu'aussi peu de liens politiques qu'il est possible… L'Europe a toute une série d’intérêts de premier plan qui ne nous concernent pas ou qui ne nous touchent que de très loin… Notre véritable politique doit être d’éviter des alliances permanentes avec quelque partie que ce soit du monde étranger. »
La souveraineté absolue et la liberté entière des États-Unis sont ainsi postulées. Les Américains cherchent avant tout à étendre leur nation dans l'Ouest, à travers le principe de la Destinée manifeste. Par conséquent, se mêler des affaires des pays européens n'est pas dans leur intérêt national.

### Doctrine Monroe
Le 2 décembre 1823, lors d'un discours au Congrès, le président Monroe énonce le principe de ce qui deviendra la doctrine Monroe. Déclarée dans un contexte de décolonisation de l'Amérique latine, elle annonce que les Amériques sont désormais fermées à toute tentative d'influence ou de contrôle des États européens, et toute intrusion de leur part sera considérée comme une menace à la sécurité des États-Unis. En contrepartie, les Américains ne feront pas d'intrusion dans les affaires internes des pays européens, ni dans leurs colonies situées ailleurs dans le monde. Les États-Unis sont en train d'émerger comme une nouvelle puissance occidentale, et souhaitent à leur tour affirmer leur volonté de puissance chez leurs voisins latino-américains. Les anciennes métropoles d'Europe de l'Ouest sont alors perçues comme une menace potentielle si elles venaient à rétablir leur contrôle en Amérique centrale et du Sud.

### Interruption de l'isolationnisme par Woodrow Wilson
Avec le retour des démocrates à la Maison Blanche en 1912, l'isolationnisme devient la base de la politique étrangère américaine. Après s’être opposé à toute grande intervention extérieure, Woodrow Wilson est réélu en 1916 avec le slogan « Il nous a gardé hors de la guerre ».
Plus de 115 000 soldats américains auront perdu la vie pendant le conflit de la Première Guerre mondiale, et plus de 200 000 seront blessés après que Wilson décide que son pays doit se joindre à la guerre.
Avec la rédaction des quatorze points de Wilson et la signature des traités de paix après la guerre, Wilson effectue la première visite à l'étranger d'un président des États-Unis en exercice et tente de promouvoir sa doctrine d'une diplomatie ouverte et pacifique. Pour cela, il compte sur la Société des Nations (ancienne ONU) dont il soutient la création.
Le Congrès refuse de se joindre et ne ratifie pas le traité fondateur de l'organisation. Cela aurait supposé mettre un terme à l'isolationnisme américain, qui était encore très populaire.

### Retour de l'isolationisme pendant les années 1920 et 1930
La Société des Nations n'est pas respectée par les régimes autoritaires, notamment ceux de l'Allemagne nazie et de l'Italie fasciste, et son échec lors de la seconde guerre italo-éthiopienne scellera son sort. Les États-Unis entrent alors dans une période d'isolationnisme. Cette tendance se renforcera avec la crise de 1929 et le président Franklin Roosevelt ne parviendra pas à intéresser ses concitoyens au conflit qui se déroule en Europe et en Asie pendant les années 1930.
Il faudra attendre la Charte de l'Atlantique et l'attaque de Pearl Harbor, la base navale militaire américaine attaquée par des kamikazes japonais pendant la Seconde Guerre mondiale le 7 décembre 1941, comme prétexte pour entrer en guerre. Les États-Unis reviennent aux affaires du monde. À partir de ce moment-là, le retour à l'isolationnisme américain semble impossible.

### Fin de l'isolationnisme
Le 11 juin 1948, le Sénat des États-Unis adopte la résolution Vandenberg, qui permet au gouvernement américain de conclure des alliances militaires en temps de paix, ce qui confirme l'abandon de la doctrine isolationniste traditionnelle.

## Partisans modernes

### Extrême droite
À l'extrême droite de l'échiquier politique, des isolationnistes fondent leur conviction sur un point de vue moral voire religieux du monde et de la place que doivent y occuper les États-Unis.
Ainsi, les fondamentalistes chrétiens pensent que seuls les États-Unis peuvent leur offrir un cadre au niveau de leur exigence morale. C'est pourquoi ils s'opposent à l'ONU, et le pasteur Pat Robertson, par exemple, affirme qu'il y a un complot onusien pour étouffer la première puissance mondiale.
Cette tendance peut, à l'instar de leurs pendants libéraux, s'ajouter à une critique du libre-échange (le laissez-passer et le laissez-faire). C’est ainsi que l’Accord de libre-échange nord-américain (ALENA) a été la cible de leurs critiques. 

### Droite
Ross Perot, candidat à la présidence en 1992, et le paléo-conservateur Pat Buchanan, candidat à la présidence en 2000, dénoncent le commerce avec le Mexique et défendent un repli de l’Amérique sur elle-même et ses valeurs.
Cette tendance se traduit enfin par une opposition à ce que les États-Unis paient leur contribution aux Nations unies. Lorsque Jesse Helms, sénateur de Caroline du Nord et président du comité des affaires étrangères du Sénat des États-Unis, bloque cette contribution, il déclare : « Les Américains sont alarmés par les prétentions de la part de l’ONU d’exercer un monopole de légitimité internationale. Ils y voient une menace aux libertés qui viennent de Dieu, une exigence politique sur l'Amérique et ses dirigeants élus sans le consentement de la population. »

### Centre droit
Le programme de George W. Bush en 2000 se veut isolationniste : il souhaite que l'Europe fournisse davantage d'efforts pour sa propre sécurité et envisage un désengagement rapide des États-Unis des conséquences des Guerres de Yougoslavie, dans les Balkans,,.
Après les attentats du 11 septembre 2001, l'administration Bush se rapproche de la ligne néo-conservatrice et applique une politique interventionniste, qui est appuyée sur le principe de guerre préventive (guerre d'Afghanistan, guerre d'Irak),.
En 2015 et 2016, Donald Trump fait campagne sur le thème non-interventionniste et devient président,,,.

### Centre gauche
À partir de la fin du XIXe siècle, un mouvement contre les politiques impérialistes de l'époque oppose les moyens engagés dans ces politiques aux politiques sociales internes et aux valeurs de démocratie. William Jennings Bryan est à la tête de ce mouvement et se porte trois fois à la candidature à la présidence.
La présidence de Barack Obama, succédant à celle de Bush, est décrite comme un isolationnisme ou un interventionnisme modéré,,.

### Extrême gauche
Pour l'historien marxiste William Appleman Williams, les États-Unis ont bâti leur prospérité sur ce qu'ils ont pris aux autres pays. Il dénonce un « empire comme manière de vivre ».
L'extrême gauche rejette souvent le capitalisme mondial (la mondialisation) et la politique extérieure actuelle. Elle souhaite consacrer une part importante du PIB aux programmes sociaux plutôt qu'aux programmes de défense. C'est une partie de la ligne de Ralph Nader, candidat du parti vert en 2000.